# أفيليس
بلدية أفيليس (بالإسبانية: Avilés) هي بلدية تقع في منطقة أستورياس شمال غرب إسبانيا.

## الديموغرافيا
بلغ عدد سكان بلدية أفيليس 83.617 نسمة عام 2011 (وفقاً للمعهد الوطني للإحصاء الإسباني).
| 85.696 | 84.519 | 83.511 | 83.855 | 83.320 | 84.242 | 83.617 |

## توأمة
لأفيليس اتفاقيات توأمة مع كل من:
- العيون
- سانت أوغسطين

## أعلام
- هوراسيو ألفاريز ميسا
- روبن قارابيا
- غييرمو غونزاليز ديل ريو غارسيا
- بيدرو مينينديث دي أفيليس
- سيرجيو ألفاريز دياث
- فلورنتينو ألفاريز ميسا
- إستيبان أندريس سواريز